# Cerrito del Muerto
Cerrito del Muerto es una localidad del estado mexicano de Michoacán. Es parte del municipio de Jungapeo.

## Demografía
| Gráfica de evolución demográfica |
|                                  |

| Censo | Población |
| ----- | --------- |
| 1950  | 214       |
| 1960  | 211       |
| 1970  | 284       |
| 1980  | 358       |
| 1990  | 505       |
| 2000  | 768       |
| 2010  | 952       |
| 2020  | 1073      |